# Harry Gregson-Williams

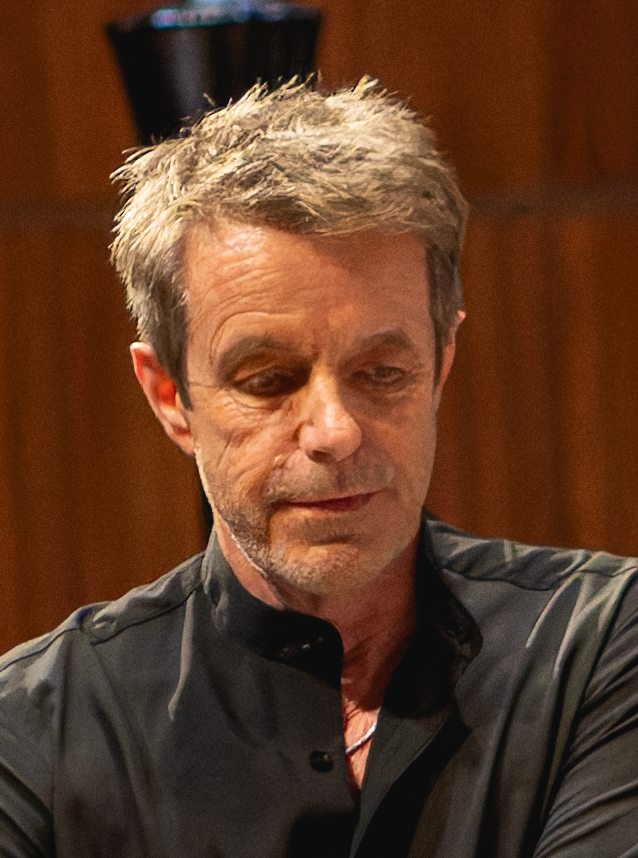
Harry Gregson-Williams (2025)

Harry Gregson-Williams (* 13. Dezember 1961 in Chichester, West Sussex) ist ein britischer Filmkomponist, Musikproduzent und Dirigent. Er ist der Bruder des Filmkomponisten Rupert Gregson-Williams.

## Leben und Wirken
Nach der musikalischen Ausbildung an der Guildhall School of Music and Drama in London, gab Gregson-Williams zunächst bedürftigen Kindern in Kairo und Alexandria Musikunterricht. Danach zog Gregson-Williams nach London, wo er Stanley Myers kennenlernte. Mit ihm wirkte er als Orchesterleiter und Arrangeur für verschiedene Filme mit. Bei Remote Control Productions (ehem. Media Ventures) arbeitete er mit seinem Bruder Rupert, Hans Zimmer, und zahlreichen anderen Komponisten zusammen. Mittlerweile arbeitet er freischaffend und ist beziehungsweise war Stammkomponist für Regisseure wie Ridley Scott sowie dessen Bruder Tony Scott, Joel Schumacher, Ben Affleck oder Andrew Adamson.
Zu seinen bekanntesten Vertonungen gehören die Filmmusiken von Antz, Chicken Run, Shrek – Der tollkühne Held (zusammen mit John Powell), Shrek 2 – Der tollkühne Held kehrt zurück, Spy Game – Der finale Countdown, Königreich der Himmel, X-Men Origins: Wolverine und Die Chroniken von Narnia: Der König von Narnia. Für letzteres wurde Gregson-Williams 2005 für den Golden Globe Award nominiert.
Er komponierte auch große Teile der Musik zu den beiden PlayStation-2-Spielen Metal Gear Solid 2 und 3. Zusammen mit dem Komponisten Stephen Barton arbeitete Harry Gregson-Williams an dem Soundtrack für den Ego-Shooter Call of Duty 4. Außerdem hat er mit dem Japaner Nobuko Toda den Soundtrack für das PlayStation-3-Spiel Metal Gear Solid 4 komponiert.

## Filmografie
Als Komponist
- 1994: White Angel
- 1995: Hotel Paradise (Kurzfilm)
- 1995: Full Body Massage (Fernsehfilm)
- 1996: Liebe auf dem Prüfstand (The Whole Wide World)
- 1996: Witness Against Hitler (Fernsehfilm)
- 1997: Fräulein Smillas Gespür für Schnee (Smilla’s Sense of Snow)
- 1997: Scharfe Täuschung (Deceiver)
- 1997: Ein Fall für die Borger (The Borrowers)
- 1998: The Replacement Killers – Die Ersatzkiller (The Replacement Killers)
- 1998: Antz
- 1998: Der Staatsfeind Nr. 1 (Enemy of the State)
- 1999: Swing Vote – Die entscheidende Stimme (Swing Vote)
- 1999: The Match
- 1999: Light It Up
- 1999: Was geschah mit Harold Smith? (Whatever Happened to Harold Smith?)
- 2000: Tiggers großes Abenteuer (The Tigger Movie)
- 2000: The Magic of Marciano
- 2000: Chicken Run – Hennen rennen (Chicken Run)
- 2000: King of the Jungle
- 2001: Spy Kids
- 2001: Shrek – Der tollkühne Held (Shrek)
- 2002: Spy Game – Der finale Countdown (Spy Game)
- 2002: Passionada
- 2002: Nicht auflegen! (Phone Booth)
- 2003: Sinbad – Der Herr der sieben Meere (Sinbad: Legend of the Seven Seas)
- 2003: Die Journalistin (Veronica Guerin)
- 2003: Welcome to the Jungle (The Rundown)
- 2004: Mann unter Feuer (Man on Fire)
- 2004: Shrek 2 – Der tollkühne Held kehrt zurück (Shrek 2)
- 2004: Ein Löwe in Las Vegas (Father of the Pride, Fernsehserie, 3 Episoden)
- 2004: Return to Sender
- 2004: Team America (Team America: World Police)
- 2004: Bridget Jones – Am Rande des Wahnsinns (Bridget Jones – The Edge of Reason)
- 2005: Königreich der Himmel (Kingdom of Heaven)
- 2005: Domino (Domino)
- 2005: Die Chroniken von Narnia: Der König von Narnia (The Chronicles of Narnia: The Lion, the Witch and the Wardrobe)
- 2006: Seraphim Falls
- 2006: Flutsch und weg (Flushed Away)
- 2006: Déjà Vu – Wettlauf gegen die Zeit (Déjà Vu)
- 2007: Number 23 (The Number 23)
- 2007: The Riches (Fernsehserie, 3 Episoden)
- 2007: Shrek der Dritte (Shrek the Third)
- 2007: Gone Baby Gone – Kein Kinderspiel (Gone Baby Gone)
- 2007: Shrek – Oh du Shrekliche (Shrek the Halls, Kurzfilm)
- 2008: Die Chroniken von Narnia: Prinz Kaspian von Narnia (The Chronicles of Narnia: Prince Caspian)
- 2008: Jolene
- 2008: Em
- 2009: X-Men Origins: Wolverine
- 2009: Die Entführung der U-Bahn Pelham 123 (The Taking of Pelham 123)
- 2010: Twelve
- 2010: Für immer Shrek (Shrek Forever After)
- 2010: Prince of Persia: Der Sand der Zeit (Prince of Persia: The Sands of Time)
- 2010: The Town – Stadt ohne Gnade (The Town)
- 2010: Unstoppable – Außer Kontrolle (Unstoppable)
- 2011: Life in a Day – Ein Tag auf unserer Erde (Life in a Day, Dokumentarfilm)
- 2011: Cowboys & Aliens
- 2011: Arthur Weihnachtsmann (Arthur Christmas)
- 2012: I Am Bad
- 2012: Total Recall
- 2012: Mr. Pip
- 2014: The Equalizer
- 2015: Blackhat
- 2015: Im Reich der Affen (Monkey Kingdom, Dokumentarfilm)
- 2015: Der Marsianer – Rettet Mark Watney (The Martian)
- 2015: Im Himmel trägt man hohe Schuhe (Miss You Already)
- 2016: Auf Treu und Glauben (Confirmation, Fernsehfilm)
- 2016: Live by Night
- 2017: Die Frau des Zoodirektors (The Zookeeper’s Wife)
- 2017: Breath
- 2018: Early Man – Steinzeit bereit (Early Man)
- 2018: The Equalizer 2
- 2018: Meg (The Meg)
- 2019: Penguins (Dokumentarfilm)
- 2019: Catch-22 (Miniserie, 6 Episoden)
- 2019: Whiskey Cavalier (Fernsehserie, 13 Episoden)
- 2020: Manhunt (Fernsehserie, 10 Episoden)
- 2020: Mulan
- 2021: Life in a Day 2020 (Dokumentarfilm)
- 2021: Infinite – Lebe unendlich (Infinite)
- 2021: The Last Duel
- 2021: House of Gucci
- 2021: Ambush – Kein Entkommen (Al Kameen)
- 2022: Rückkehr ins Weltall (Return to Space, Dokumentarfilm)
- 2022: Eisbären (Polar Bear, Dokumentarfilm)
- seit 2022: The Gilded Age (Fernsehserie)
- 2023: Meg 2: Die Tiefe (Meg 2: The Trench)
- 2023: Retribution
- 2023: Chicken Run: Operation Nugget (Chicken Run: Dawn of the Nugget)
- 2024: Gladiator II

## Videospiele
- 2001: Metal Gear Solid 2: Sons of Liberty
- 2004: Metal Gear Solid 3: Snake Eater (mit Norihiko Hibino)
- 2006: Metal Gear Solid: Portable Ops (nur Main Theme und Samples)
- 2007: Call of Duty 4: Modern Warfare (mit Stephan Barton)
- 2008: Metal Gear Solid 4: Guns of the Patriots (mit Nobuko Toda)
- 2010: Metal Gear Solid: Peace Walker (nur Main Themes und Samples)
- 2014: Metal Gear Solid V: Ground Zeroes (mit Ludvig Forssell und Akihiro Honda)
- 2014: Metal Gear Solid V: The Phantom Pain (mit Ludvig Forssell und Akihiro Honda)
- 2014: Call of Duty: Advanced Warfare (mit Audiomachine (Paul Dinletir, Kevin Rix))